# Нуоргам, Анне
Ми́рва А́нне Ма́рьятта Ну́оргам (фин. Mirva Anne Marjatta Nuorgam, северносаам. Geađgenjár Niillas Ásllat Ánne; род. 22 декабря 1964, Утсйоки, Финляндия) — саамская активистка из Финляндии, юрист, политик, депутат Саамского парламента Финляндии, председатель Постоянного форума ООН по вопросам коренных народов (с 2019).

## Биография
Работала исследователем на юридическом факультете Лапландского университета. Имеет степень магистра юриспруденции.
С 2000 года активно участвует в работе Саамского парламента и с 2008 по 2016 годы была его депутатом, возглавляя отделение по вопросам прав человека Саамского совета. Также является членом правления Добровольного фонда ООН для коренных народов.
10 июня 2016 года была избрана членом Постоянного форума ООН по вопросам коренных народов.
22 апреля 2019 года заняла пост председателя Постоянного форума ООН по вопросам коренных народов